# فيليكس أريكسون
فيليكس أريكسون هو لاعب هوكي الجليد سويدي، ولد في 8 يناير 1992 في يفله في السويد.

## وصلات خارجية
- فيليكس أريكسون على موقع EliteProspects.com (الإنجليزية)
- فيليكس أريكسون على موقع HockeyDB.com (الإنجليزية)